# Спанакопита
Спанакопита (греч. σπανακόπιτα, от σπανάκι «шпинат» и πίτα «пирог») — греческий несладкий пирог со шпинатом и белым рассольным сыром, обычно фетой.

## Ингредиенты и варианты
Традиционная начинка состоит из измельчённого шпината, сыра фета, репчатого или зелёного лука, яиц и приправ. Могут использоваться другие рассольные сыры, такие как кефалотири, сами по себе или в смеси с фетой. В качестве приправы можно использовать такие травы как укроп, мята и петрушка. Для аромата в пирог также добавляют мускатный орех. Нередко в начинку кладут обжаренный лук, грецкие орехи. Начинка укладывается слоями в тесто филло со сливочным или оливковым маслом, выпекается в большой форме (либо на большой сковороде), от которой затем отрезают отдельные порции. Другой вариант приготовления: начинка выкладывается на тесто, которое скручивается рулетом, из которого формируется круг. Более трудоёмкий процесс — изготовление из теста треугольничков с начинкой.
Хотя рецепт с тестом филло является наиболее распространенным, в некоторых рецептах используется тесто по-деревенски horiatiko, у которого более толстая корочка. Пирог также можно приготовить из слоёного теста. При выпечке тесто получает золотистый цвет, его часто делают более насыщенным, покрывая пирог сливочным маслом и яичным желтком. Спанакопиту можно подавать на стол прямо из духовки, или же дождаться, пока он остынет.

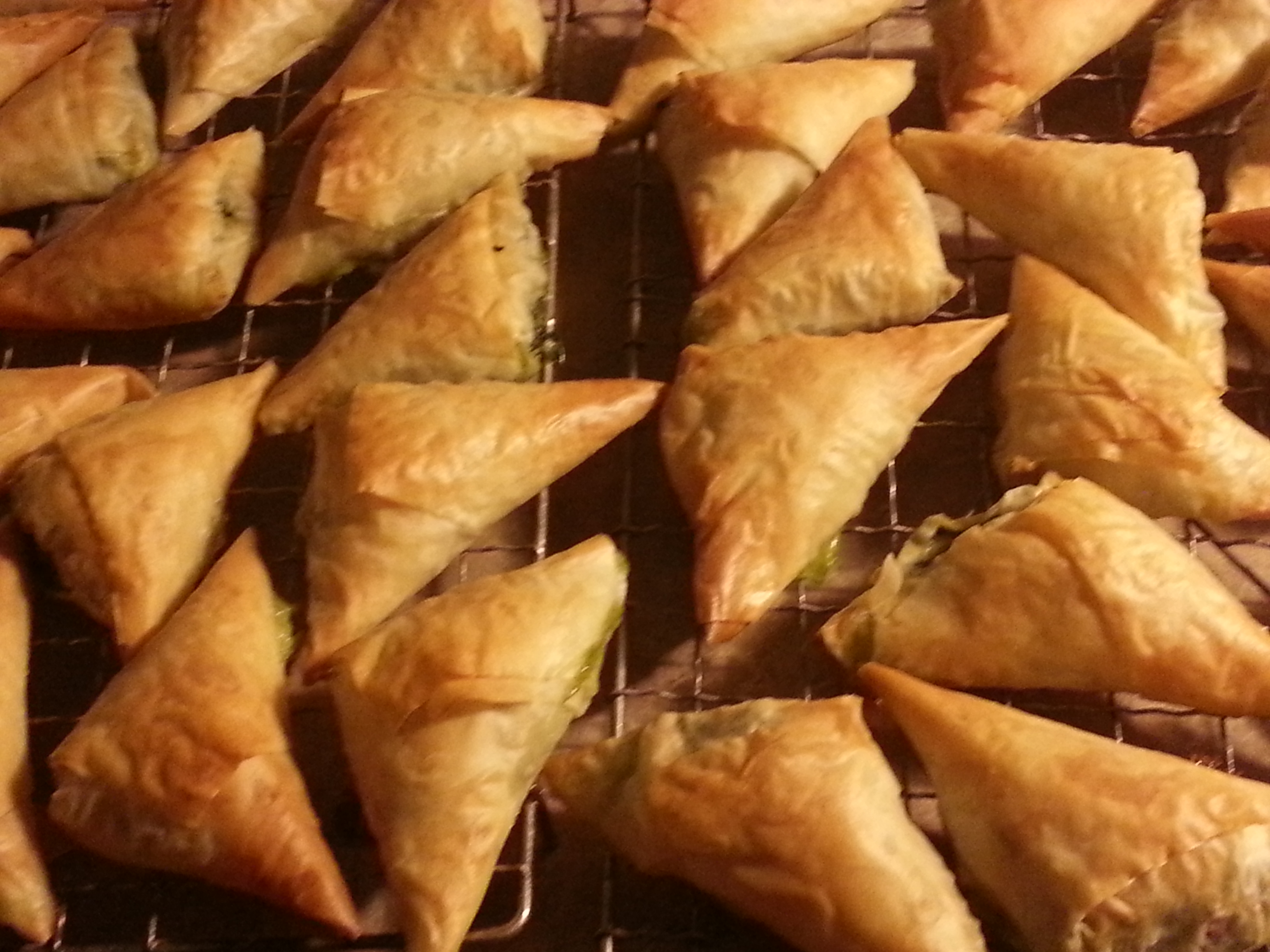
Треугльная спанакопита

Существует постная («nistisimo») и веганская версия спанакопиты, которую употребляют во время Великого поста и других постов. В этой версии в качестве начинки используются шпинат, репчатый или зелёный лук, другая зелень, такая как укроп, петрушка или сельдерей, а также оливковое масло и немного пшеничной муки, но яйца и молочные продукты в тесто не кладут. Смесь запекается в духовке до хрустящей корочки. Существуют нетрадиционные веганские версии, в которых вместо сыра используется тофу.
В сельских районах Греции используется меньшее количество шпината, а недостающее количество заменяется луком-пореем, мангольдом и щавелем.